# Watching the Detectives
Watching the Detectives är en låt av Elvis Costello utgiven 1977. Den blev Costellos första framgång på UK Singles Chart där den nådde femtonde plats i december 1977. Tidningen Rolling Stone rankade den på plats 363 på deras lista över de 500 bästa låtarna genom tiderna.